# Chaetoptila angustipluma
El kioea (Chaetoptila angustipluma) es una especie extinta de ave paseriforme de la familia Mohoidae. Estaba en declive, incluso antes de su descubrimiento en Hawái por los europeos. Incluso los nativos hawaianos aparentemente no estaban familiarizados con esta ave. Las plumas del kioea no fueron utilizadas en los plumarios hawaianos, ni se menciona en ningún canto o leyenda. Sólo existen cuatro ejemplares en los museos. La causa de su extinción es desconocida.

## Descripción

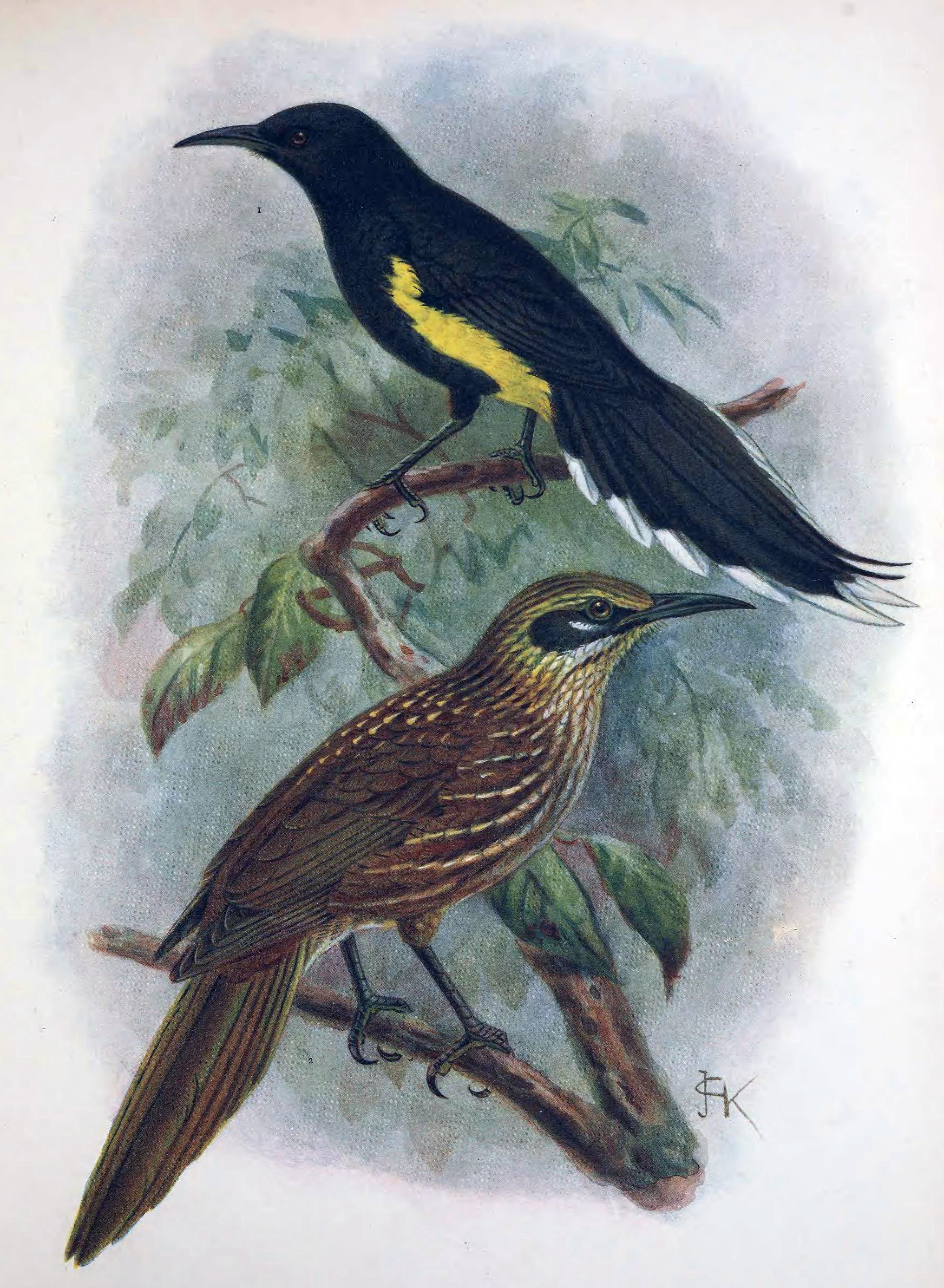
Moho apicalis y Chaetoptila angustipluma

El kioea era un pájaro grande, medía cerca de 33 cm de longitud, con un pico largo y ligeramente curvado. Lo que distinguía al kioea de otros mieleros era una amplia franja negra en su cara y cerdas en forma de plumas en la cabeza y el pecho.
Aunque los cuatro ejemplares conocidos son de la isla de Hawái, registros fósiles indican la existencia de aves relacionadas en otras islas de Hawái.

## Taxonomía
Hasta hace poco, esta especie y las aves en el género Moho, se pensó que pertenecían a la familia Meliphagidae porque se veían y actuaban de manera similar a los miembros de esa familia, incluyendo muchos detalles morfológicos. Un estudio de 2008 arrojó, con base en un análisis filogenético de ADN de especímenes de museo, que los géneros Moho y Chaetoptila no pertenecen a Meliphagidae sino que pertenecen a un grupo que incluye los bombicílidos y a la cigua palmera, están especialmente relacionados con los capulineros. Los autores propusieron una familia, Mohoidae, para estos dos géneros extintos.